# Tomás da Bósnia
Estêvão Tomás (em servo-croata: Stjepan Tomaš / Стјепан Томац; c. 1412 — julho de 1461), membro da Casa de Kotromanić, reinou de 1443 até sua morte como penúltimo rei da Bósnia.
Um filho ilegítimo do rei Ostoja, Thomas sucedeu o rei Tvrtko II, mas sua subida ao trono não foi reconhecida pelo principal magnata do Reino da Bósnia, Stjepan Vukčić Kosača. Os dois travaram uma guerra civil que terminou quando o rei repudiou sua mulher, Vojača, e se casou com a filha do nobre insubordinado, Catarina. Thomas e sua segunda mulher, ambos criados na tradição da Igreja Bósnia, converteram-se ao catolicismo romano e patrocinaram a construção de igrejas e mosteiros em todo o reino.